# آيت مولاي احمد (الشرفة)
آيت مولاي احمد هو دُوَّار يقع بجماعة واكليم، إقليم تنغير، جهة درعة تافيلالت في المملكة المغربية. ينتمي الدوّار لمشيخة الشرفة التي تضم دوارين. يقدر عدد سكانه بـ 565 نسمة حسب الإحصاء الرسمي للسكان والسكنى لسنة 2004.

## وصلات خارجية
- البوابة الوطنية للجماعات الترابية
- المندوبية السامية للتخطيط